# DYNAMIC CHORD
《DYNAMIC CHORD》(다이나믹 코드)는 Honey Bee Black이 제작한 여성향 연애 시뮬레이션 게임이다.

## 등장인물

### [rêve parfait] (레이브 파르페)
카시이 레온 (香椎 玲音)
성우 : 에구치 타쿠야
모모세 츠무기 (百瀬 つむぎ)
성우 : 키무라 료헤이
츠키노하라 쿠온 (月野原 久遠)
성우 : 토리우미 코스케
카시이 아키 (香椎 亜貴)
성우 : 히로세 유야

### Liar-S (라이어즈)
히노야마 사쿠라 (檜山 朔良)
성우 : 테라시마 타쿠마
스즈노 치야 (珠洲乃 千哉)
성우 : 오카모토 노부히코
유이사키 세리 (結崎 芹)
성우 : 카키하라 테츠야
하루나 소타로 (榛名 宗太郎)
성우 : 사이토 소마

### KYOHSO (쿄소)
키사카 요리토 (城坂 依都)
성우 : 모리쿠보 쇼타로
하나부사 토키하루 (英 時明)
성우 : 타치바나 신노스케
쿠로야 유우 (黒谷 優)
성우 : 이시카와 카이토
스미야 시노무네 (諏宮 篠宗)
성우 : 야시로 타쿠

### apple-polisher (애플 폴리셔)
아마기 나루미 (天城 成海)
성우 : 아오이 쇼타
오토이시 유세이 (音石 夕星)
성우 : 사쿠라이 타카히로
아오이 유키 (青井 有紀)
성우 : 나카지마 요시키
쿠로사와 시노부 (黒沢 忍)
성우 : 우메하라 유이치로